# A Mulher Rei
The Woman King (bra/prt: A Mulher Rei) é um filme épico histórico americano dirigido por Gina Prince-Bythewood a partir de um roteiro co-escrito por ela com Dana Stevens, e lançado em 2022 pela Sony Pictures Releasing. É estrelado por Viola Davis, Thuso Mbedu, Lashana Lynch, John Boyega, Adrienne Warren, Sheila Atim, Jayme Lawson e Hero Fiennes Tiffin. 
O filme foi bem avaliado pela crítica especializada, embora a pouca precisão histórica não tenha sido bem recebida.

## Sinopse
No Reino do Daomé, na África Ocidental, durante a década de 1820, a General Nanisca, líder das guerreiras Agojie, liberta mulheres daomeanas que foram sequestradas por traficantes de escravos do Império de Oió. O Rei Guezô de Daomé se prepara para uma guerra total contra Oió. Nanisca começa a treinar uma nova geração de guerreiras para se juntar às Agojie e proteger o reino. Entre essas guerreiras está Nawi, uma jovem determinada que foi oferecida por seu pai ao rei depois de se recusar a se casar com homens violentos. Nawi faz amizade com Izogie, uma Agojie veterana. Traficantes de escravos europeus liderados por Santo Ferreira e acompanhados por Malik chegam à África como parte de uma aliança com os Oió, liderados pelo general Oba Ade. Nawi conhece Malik e os dois se tornam amigos. Pouco depois de concluir seu treinamento, Nawi descobre que os Oió estão planejando um ataque e relata a Nanisca. 

## Elenco
- Viola Davis como Nanisca
- Thuso Mbedu como Nawi
- Lashana Lynch Izogie
- John Boyega como Rei Guezô de Daomé
- Adrienne Warren como Ode
- Sheila Atim como Amenza
- Jayme Lawson Shante
- Hero Fiennes Tiffin como Santo Ferreira
- Masali Baduza como Fumbe
- Angélique Kidjo como Meunon
- Jimmy Odukoya como Oba Ade
- Thando Dlomo como Kelu
- Jordan Bolger como Malik
- Zozibini Tunzi como Efe
- Makgotso M como como Iniya
- Siv Ngesi como Migan

## Produção

### Desenvolvimento

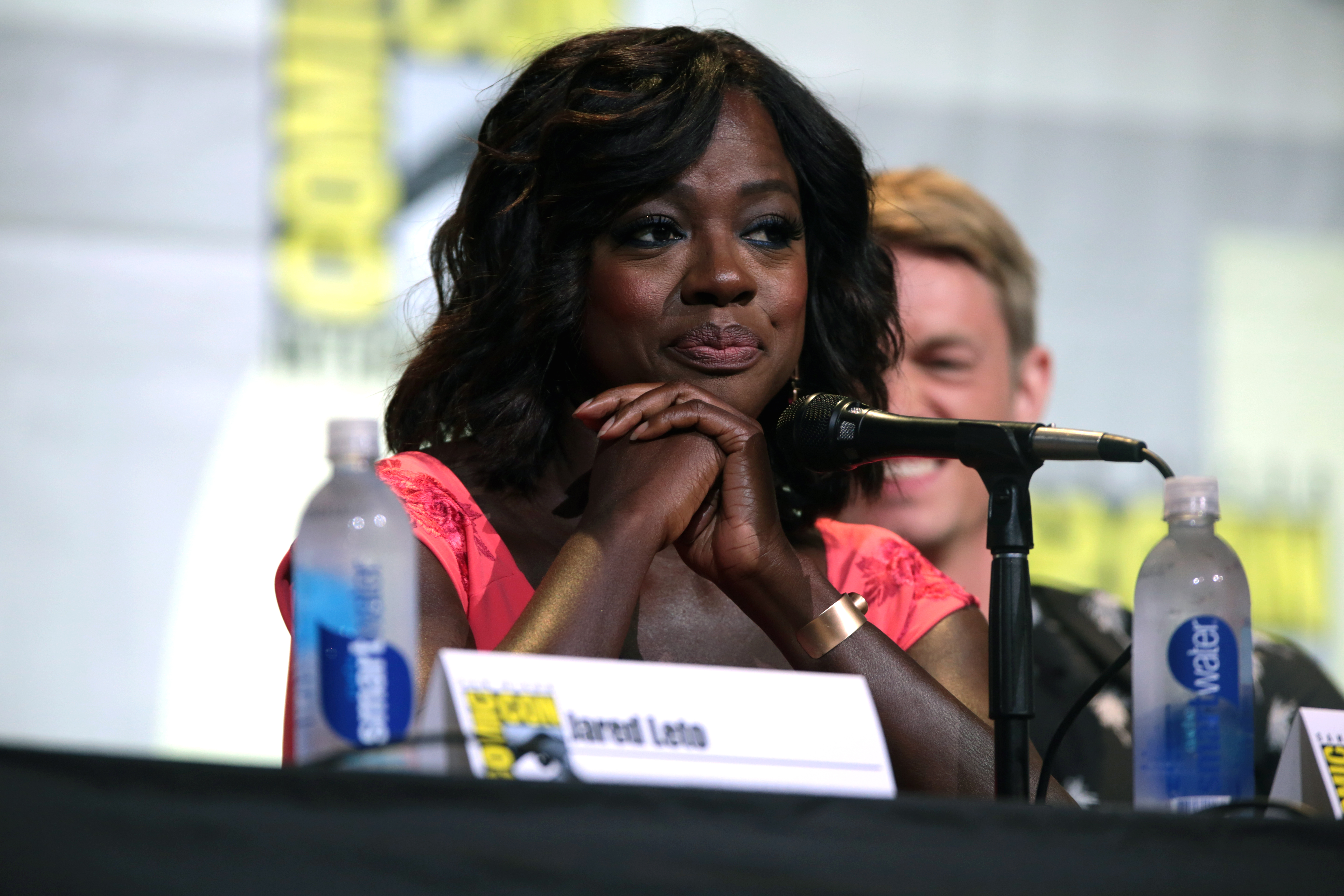
Viola Davis foi a primeira a se juntar ao elenco, fazendo isso em 2018, ela também atua como produtora do filme.

Em Março de 2018, a TriStar Pictures adquiriu os direitos de produzir The Woman King, um épico histórico baseado em uma história de Maria Bello com Viola Davis e Lupita Nyong'o como protagonistas. Escrito por Dana Stevens, o filme usa um rascunho feito por Stevens e Gina Prince-Bythewood, que também dirige. Assimo Mbedu foi escalado em Abril de 2021, após a saída de Nyong'o do projeto. Nos meses seguintes, Lashana Lynch, John Boyega, Adrienne Warren e Sheila Atim foram escalados em Setembro, e Jayme Lawson, Hero Fiennes Tiffin e Masali Baduza se juntaram em outubro, com a Entertainment One anunciando seria co-financiar o filme. Em Novembro de 2021, foi relatado que Angélique Kidjo, Jimmy Odukoya, Thando Dlomo e Jordan Bolger também estrelariam. As filmagens principais começaram no mesmo mês na África do Sul com a diretora de fotografia Polly Morgan. Em Janeiro de 2022, Zozibini Tunzi (em sua estreia como atriz), Makgotso M, e Siv Ngesi foram revelados como parte do elenco.
A trilha sonora foi composta por Terence Blanchard; ele já colaborou com Prince-Bythewood no filme Love & Basketball (2000) e nos programas de televisão Shots Fired e Swagger. O compositor sul-africano Lebo M. compôs e produziu cinco canções originais para o filme. A edição foi completada por Terilyn A. Shropshire, que trabalhou anteriormente com a diretora Prince-Bythewood em The Old Guard (2020).

## Precisão histórica
The Woman King se passa no período histórico do antigo reino de Daomé em 1823. O reino existiu por volta de 1600 à 1904 e as Agojie de fato existiram durante boa parte deste tempo. Contudo, ao contrário do que é mostrado no filme, as mulheres guerreiras Agojie não foram uma força de resistência lutando contra a escravidão de seu povo, promovida por mercadores europeus; pelo contrário. Na verdade, o Reino de Daomé tornou-se uma das nações mais poderosas da África Ocidental por causa de sua atuação no comércio de escravizados entre 1670 e 1860, de acordo com a publicação "As Mulheres Soldados do Daomé" da UNESCO. Mais de um milhão de africanos foram vendidos como escravos no porto de Ouidah, muitos destes capturados pelas Agojie. O Império de Oió também engajava esse tráfico e frequentemente vendia seus prisioneiros para servirem como escravos aos Europeus.

### Personagens
Viola Davis interpreta uma general Agojie chamada Nanisca, que é uma personagem fictícia. O site History vs. Hollywood especulou que seu nome foi inspirado por uma recruta adolescente Agojie com o mesmo nome que foi escrito por um oficial da marinha francesa em 1889. John Boyega interpreta o rei Guezô, uma figura da vida real que governou Daomé de 1818 a 1858 e se engajou no comércio de escravos no Atlântico durante o seu reinado. Hero Fiennes Tiffin interpreta o traficante de escravos branco de língua portuguesa Santo Ferreira, que é personagem fictício e retratado como inimigo de Guezô. History vs. Hollywood afirmou que o personagem foi "possivelmente vagamente inspirado" por Francisco Félix de Sousa, um traficante de escravos brasileiro que na verdade ajudou Guezô a tomar o poder.
O filme foi criticado por historiadores e jornalistas por trazer conceitos e visões modernas para personagens do século XIX e não representar bem a história verdadeira da região. Como Ana Lucia Araujo e Suzanne Preston Blier escreveram em seu op-ed para o The Washington Post a respeito do filme, "The Woman King simplifica a complicada história de Daomé, transformando-o em um reino antiescravagista. Ao fazê-lo, perde uma realidade histórica crucial, concentrando-se na história das mulheres soldados do Daomé como libertadoras africanas". Elas completaram afirmando: "Os governantes do Daomé nunca se opuseram ao comércio de escravos no Atlântico. Eles estavam profundamente engajados em fazer guerras e vender seus inimigos como escravos. Várias mulheres se juntaram ao exército Daomé como prisioneiras de guerra e, portanto, foram forçadas a servir no regimento feminino".

### Papel na escravidão
Documentadamente, Daomé foi um reino que conquistou outros estados africanos e escravizou seus cidadãos para vender no comércio com o Atlântico, e a maior parte da riqueza do reino foi derivada da escravidão. As Agojie tiveram significativa participação em invasões que tinham como objetivo a captura de pessoas para serem escravizadas, e a escravidão em Daomé persistiu até o momento em que o Império Britânico impediu-os de continuar no comércio transatlântico de escravizados. Em um artigo publicado na revista Ciência Hoje, as autoras destacam que houve um intencional silenciamento sobre esses fatos históricos.  A hipótese levantada aponta para um provável receio de que a postura verdadeiramente assumida por essas guerreiras, poderia abalar a imagem heroica imputada à protagonista Nanisca.
Em um trecho do filme, Nanisca confronta Guezô sobre a imoralidade de vender escravos daomeanos aos portugueses e sugere o comércio da produção óleo de palma. Como Nanisca é um personagem fictício, tal conversa nunca existiu. Numa matéria na revista do Smithsonian é dito: "Embora Guezô tenha explorado a produção de óleo de palma como uma fonte alternativa de receita, ela se mostrou muito menos lucrativa, e o rei logo retomou a participação de Daomé no tráfico de escravos".

### Inimigos Daomé
No início do filme (passado na década de 1820), como na vida real, Daomé era um Estado tributário do Império de Oió, estando nesta condição possivelmente desde 1730. Como retratado na obra, Daomé lutou com sucesso para libertar-se de seu status sob os Oió. Também no filme, a colonização europeia é uma ameaça ao Daomé, mas na vida real, as disputas territoriais começaram com França apenas em 1863, levando à Primeira Guerra Franco-Daomeana em 1890, seguida pela Segunda Guerra Franco-Daomeana, em 1892. A França derrotou Daomé em 1894 e o colonizou, dessa forma o reino tornou-se parte do Daomé Francês.

## Lançamento
O filme teve sua première durante o Festival Internacional de Cinema de Toronto em 9 de setembro de 2022, sendo distribuído nos cinemas dos Estados Unidos a partir de 16 de setembro pela Sony Pictures Releasing.

## Recepção

### Desempenho comercial
Nos Estados Unidos e no Canadá, The Woman King foi cotado para arrecadar cerca de 12 milhões de dólares no seu primeiro fim de semana, sendo que alguns estúdios estimavam que o filme poderia chegar a 16 milhões de dólares nos primeiros dias de lançamento. No entanto, o filme arrecadou 6,8 milhões de dólares em seu primeiro dia, incluindo 1,7 milhão de dólares nas prévias de quinta-feira à noite. The Woman King teve um desempenho superior e estreou com 19,5 milhões em 3.765 cinemas, superando as bilheterias. O público pesquisado pelo CinemaScore deu ao filme uma rara nota média de "A+" em uma escala de A+ a F, enquanto o público consultado pelo PostTrak deu ao filme uma pontuação geral positiva de 95%.

### Recepção crítica
The Woman King recebeu avaliações positivas dos críticos quanto ao desempenho do elenco, incluindo o papel principal de Viola Davis e o desempenho de destaque de Thuso Mbedu e sua coreografia de ação. Por outro lado, a imprensa especializada expressou desapontamentos quanto ao roteiro de Dana Stevens. No site agregador de críticas Rotten Tomatoes, 94% das 266 avaliações dos críticos foram positivas, com uma classificação média de 7,8/10. O website Metacritic, que faz uso de uma média ponderada, atribuiu ao filme uma pontuação de 77/100, com base em 52 críticas, indicando "avaliação favorável".
Lovia Gyarkye, do The Hollywood Reporter, considerou o filme "um épico que agrada o público" e comparou-o a "um Braveheart com mulheres negras". Robert Daniels, do RogerEbert.com, afirmou que "quando The Woman King emplaca, se torna majestoso... A magnitude e a admiração que este filme inspira são as mesmas de épicos como Gladiator e Braveheart". Escrevendo para o portal IndieWire, Kate Erbland relatou: "Um ótimo momento no cinema, um tópico aparentemente de 'nicho' com grande apelo, o tipo de recurso de batalha pesada que provavelmente gerará muitas vaias e gritos". Chris Evangelista, da /Film, considerou o filme uma "uma explosão absoluta" e "um filme que não receia em fazer você entrar na torcida". Por sua vez, Caryn James descreveu The Woman King como "um filme pipoca com uma consciência social" em sua análise para a BBC.com.